# جزیره شمالی (گناوه)
جزیره شمالی، روستایی است از توابع بخش ریگ شهرستان گناوه استان بوشهر ایران.

## جمعیت
این روستا در دهستان رودحله قرار دارد و بر اساس سرشماری سال ۱۳۸۵ آمار رسمی جمعیت آن ۸۳۹نفر (۱۶۰خانوار) می‌باشد.